# Campylanthus chascaniflorus
Campylanthus chascaniflorus là một loài thực vật có hoa trong họ Mã đề. Loài này được A.G.Mill. mô tả khoa học đầu tiên năm 1980.